# Windpassing (Neustadtl an der Donau)
Pour les articles homonymes, voir Windpassing.
Windpassing est une commune cadastrale (en) autrichienne du district d'Amstetten, en Basse-Autriche.

## Géographie

### Localisation
Windpassing est situé à environ 10 kilomètres d'Amstetten.

### Administration territoriale
La commune fait partie de celle de Neustadtl an der Donau et comprend les plus petites localités de Kremslehen, Pölzmuhle et Beidenstein (anciennement Pilsen?). Sa superficie est de 6,39 kilomètres carrés.

## Démographie
Selon l'Adressbuch von Österreich für Industrie, Handel, Gewerbe und Landwirtschaft (de) de 1938, on recensait un aubergiste, deux meuniers, deux scieurs, un tailleur de pierre et plusieurs agriculteurs.

## Économie
On retrouvait une mine d'extraction de lignite à Windpassing.
L'activité économique principale en 2018 était l'agriculture, avec 364 hectares de terres cultivées, tandis que la sylviculture était pratiquée sur 236 hectares.